# Krystofer Barch
Krystofer „Krys“ Barch (* 26. März 1980 in Guelph, Ontario) ist ein ehemaliger kanadischer Eishockeyspieler und derzeitiger -trainer, der im Verlauf seiner aktiven Karriere zwischen 1997 und 2014 unter anderem 384 Spiele für die Dallas Stars, Florida Panthers und New Jersey Devils in der National Hockey League auf der Position des linken Flügelstürmers bestritten hat.

## Karriere
Gedraftet wurde Barch bereits im NHL Entry Draft 1998 an 106. Stelle von den Washington Capitals, allerdings absolvierte er sein NHL-Debüt erst am 15. Januar 2007 für die Dallas Stars gegen die Los Angeles Kings. Nach Texas kam er als Free Agent vor der Saison 2006/07. Zuvor verbrachte er seine gesamte Karriere in nordamerikanischen Minor Leagues, hauptsächlich der American Hockey League. Bekannt als harter Spieler brachte er es in der NHL-Debüt-Saison in nur 57 Spielen in der American Hockey League und der National Hockey League auf 217 Strafminuten. Während seiner Juniorenzeit bei den London Knights war Barch noch als Scorer und weniger als Enforcer bekannt und brachte es auf 123 Punkte in 187 Spielen.
Im Dezember 2011 transferierten ihn die Dallas Stars gemeinsam mit einem Sechstrunden-Wahlrecht im NHL Entry Draft 2012 im Austausch für Jake Hauswirth und einem Fünftrunden-Wahlrecht im NHL Entry Draft 2012 zu den Florida Panthers. Im Juli 2012 unterzeichnete er als Free Agent einen Zweijahresvertrag bei den New Jersey Devils, die ihn nach einer Saison im September 2013 erneut an die Florida Panthers abgaben. Dort wurde sein auf ein Jahr befristeter Vertrag nicht verlängert.

## Karrierestatistik
(Legende zur Spielerstatistik: Sp oder GP = absolvierte Spiele; T oder G = erzielte Tore; V oder A = erzielte Assists; Pkt oder Pts = erzielte Scorerpunkte; SM oder PIM = erhaltene Strafminuten; +/− = Plus/Minus-Bilanz; PP = erzielte Überzahltore; SH = erzielte Unterzahltore; GW = erzielte Siegtore; 1 Play-downs/Relegation; Kursiv: Statistik nicht vollständig)